# Villamediana de Iregua
Villamediana de Iregua és un municipi de la Rioja, a la regió de la Rioja Mitjana. És limítrof amb Logronyo, la capital.

## Història
Existeixen indicis que en la zona havia un assentament templer, en un turó a l'esquerra de l'entrada a Villamediana des de Logronyo. A mitjan segle xi, la reina Estefania de Foix, vídua del rei Garcia de Nájera cedeix el poble a la seva filla Ermesinda Garcés sota la forma jurídica de Senyoriu de Reialeng, segons apareix en el seu testament. El 19 d'abril de l'any 1162 se signa a Jubera la donació del terme de Ruete que fa Pedro Jimenez (Senyor dels Cameros), a un monestir, i un testimoni és de Villamediana. El 1187 una persona natural de Villamediana, figura com testimoni davant la donació per part d'Aldonza, vídua de Lope Díaz I d'Haro (Senyor de Biscaia) dels seus béns localitzats a Nalda. En 1680 va aconseguir per fi la seva independència de Logronyo, amb la categoria de vila, deixant de ser considerada com llogaret.

### Etimologia
Villamediana: villametrana. pel que sembla era una vila situada entre la calçada que anava des de Batolla (Vareia) a Alberite.

## Demografia
La proximitat a la ciutat de Logronyo ha impulsat el creixement demogràfic de la població. D'acord amb les estimacions de l'INE, Villamediana de Iregua ha passat de tenir 3.335 habitants en l'any 2004, a 3.982, el 2005 i a 4.668 (2.433 homes i 2.235 dones), en el 2006, el que representa un augment del 40% (1.333 habitants) en 2 anys. Aquest increment és el més alt registrat per un municipi de La Rioja en el mateix període.